# Cindy Busby
Cindy Busby (Montreal, Quebec, 18 de marzo de 1983) es una actriz canadiense.

## Biografía
Nació en la ciudad canadiense de Montreal en el año 1983. Desde su juventud se ha querido dedicar al mundo de la interpretación. Comenzó profesionalmente su carrera como actriz en el año 1999, tras aparecer en la serie de televisión Undressed de MTV.
Seguidamente durante estos años ha interpretado numerosos papeles pequeños y protagonistas tanto en serie como películas de gran prestigio. En 2007 obtuvo su primer papel destacado en la serie Undressed, en la que estuvo hasta el 2011. Sus apariciones tanto televisivas como cinematográficas más destacadas han sido en las series Durham County y The Vampire Diaries y en películas como Supertormenta, A Life Interrupted, Picture This, Dead like Me: Life After Death y Hostile Makeover. En 2009 tuvo un papel en la película American Pie Presents: The Book of Love que le valió un mayor reconocimiento en el mundo del cine. Posteriormente ha seguido trabajando en películas como Let the Game Begin, Diary of a Wimpy Kid, Behemoth y El gran año, y en series como Supernatural, The Secret Circle y The L.A. Complex.
Entre sus trabajos más recientes, está la película 12 Rounds 2: Reloaded en la que ha interpretado un papel protagonista llamada Sarah Malloy, dirigida por Roel Reiné y protagonizada por el actor y luchador Randy Orton.

## Filmografía
| Año  | Título                                  | Papel          | Observaciones                     |
| ---- | --------------------------------------- | -------------- | --------------------------------- |
| 1999 | Undressed                               | Christine      | Serie de televisión               |
| 2004 | 15 Love                                 | ""             | idem                              |
| 2005 | La Dernière Incarnation                 | ""             |                                   |
| 2006 | Bethune                                 | Lisa           | Serie de televisión               |
| 2006 | Thrill of the Kill                      | Amber          |                                   |
| 2007 | Killer Wave                             | ""             | Mini-serie                        |
| 2007 | Supertormenta                           | Tania          |                                   |
| 2007 | A Life Interrupted                      | Crystal Smith  | Tv movie                          |
| 2007 | Durham County                           | Trisha         | Serie de televisión               |
| 2007 | St. Urbain's Horseman                   | Girl #1        | idem                              |
| 2008 | Picture This                            | Lisa Cross     |                                   |
| 2009 | Dead like Me: Life After Death          | Jenny          |                                   |
| 2009 | Hostile Makeover                        | Montana        | Tv movie                          |
| 2009 | Les Pieds dans le vide                  | Flirt de P-A   |                                   |
| 2009 | The Vampire Diaries                     | Brooke Fenton  | Serie de televisión               |
| 2009 | American Pie Presents: The Book of Love | Amy            |                                   |
| 2010 | Let the Game Begin                      | Sarah          |                                   |
| 2010 | Diary of a Wimpy Kid                    | Chica popular  |                                   |
| 2010 | A Heartland Christmas                   | Ashley Stanton | Tv movie                          |
| 2011 | Ghost Storm                             | Daisy          |                                   |
| 2011 | Behemoth                                | Grace          |                                   |
| 2011 | Heartland                               | Ashley Stanton | Serie de televisión; 51 episodios |
| 2011 | El gran año                             | Susie          |                                   |
| 2011 | Supernatural                            | Jenny Klein    | Serie de televisión               |
| 2012 | The Secret Circle                       | Sara Armstrong | idem                              |
| 2012 | The L.A. Complex                        | Mandi          | idem                              |
| 2012 | Mr. Young                               | Mrs. Clause    | idem                              |
| 2013 | The Wedding Chapel                      | Jeanie         |                                   |
| 2013 | Psych                                   | Leecy          | Serie de televisión               |
| 2013 | 12 Rounds 2: Reloaded                   | Sarah Malloy   |                                   |
| 2014 | Bad City                                | Luscious       | En proceso                        |
| 2014 | Rush                                    | Hannah         | Tv movie                          |
| 2014 | Nobody's Fool                           | Brooke         | idem                              |